# Valentin Dolfi
Pour les articles homonymes, voir Dolfi.
 (août 2018).
Valentin Dolfi, né le 3 août 1961 à Râmnicu Vâlcea, est un poète roumain, membre de l'Union des écrivains de Roumanie.
Il a suivi les cours du cycle secondaire à Râmnicu Vâlcea jusqu'en 1981 et puis des cours de bibliothéconomie (1993-1994). Il a fait ses débuts de poète en septembre 1989 dans Flacăra [La Flamme], dans l'atelier littéraire animé par l'écrivain Darie Novăceanu (ro). Il a également publié des poèmes dans des revues : Contrapunct [Le Contrepoint], Echinox [Echinox], Contemporanul – ideea europeană [Le Contemporain, l'idée européenne], Luceafărul (serie nouă) [L'Étoile du berger (nouvelle série)], Viața Românească [La Vie roumaine], România Literară, Vatra [Le Foyer], Ramuri [les Branches].

## Œuvre

### Poésie
- Tandem (avec Adrian Cristinescu), Bucarest, 1991
- Buncărul de hârtie [La casemate de papier], Bucarest, 1999 (le prix du début des Éditions Cartea Românească, le premier prix de la revue Tomis Constanța )
- Lumea de ipsos [Le monde de plâtre], Constanța, 2005
- Viața de mucava [La vie de carton-pâte], Buzău, en 2017
- Fotografii de familie / Photos de famille (anthologie bilingue), traduite par Gabrielle Danoux, en France, en 2017

### Ouvrages publiés
- Repertoriul descoperirilor monetare de pe teritoriul județului Vâlcea [Le répertoire des découvertes monétaires sur le territoire du județ de Vâlcea ][3], Bucarest, 2016, 157 p. et 23 planches. Avec une préface par Dr Emanuel Petac, chef du Cabinet des numismates de l'Académie roumaine et l'universitaire Silviu I. Purece de la Faculté d'Histoire de Sibiu.
- Un pictor uitat. Stan Hermeneanu (1892-1980). Lucrări regăsite în colecții de Stat și particulare [ Stan Hermeneanu (1892-1980) : un peintre oublié. Les œuvres retrouvées edans les collections de l'État et privées, Editgraph, Buzău, 2017

### Articles
- (ro) « O excursie arheologică și numismatică a lui Cezar Boliac (en) din anul 1869[4] » [Un voyage archéologique et numismatique de Cezar Boliac en 1869], Buridava, vol. XII no 2, 2015, p. 132-136.
- O monedă a Republicii Siena [Une pièce de monnaie de la république de Sienne], in „Studii vâlcene”, IX (XVI), 2015, Rotipo, Iași, 2016, p. 9-12.
- Présent dans l'anthologie 10 poeţi vâlceni – 100 de poeme : proiect editorial dedicat Centenarului Marii Uniri [Une centaine de poèmes par une dizaine de poètes du județ de Vâlcea : un projet éditorial consacré au Centenaire de la Roumanie], Arena Artelor, Slatina (Olt), 2018[5].

## Citations
Le brouillard fait des vagues
Une mer de solitude se heurtant aux parois
balance ta berceuse
une tasse en verre de durs morceaux
de pain sur la table basse de sapin
la photo de ton père au-dessus de la cheminée
tu te remémores ton enfance tu descends les escaliers
tu erres dans la ville à travers immeubles et individus
fumant à te brûler les doigts
dans les rues le brouillard fait des vagues blanches comme le lait
(dans La Casemate de papier)
Pour six mille je me suis acheté
une concession mortuaire dans la nouvelle partie du cimetière
où il y a davantage de soleil et où je veux
me reposer tranquille je l’ai payée en plusieurs fois
avec l’accord du prêtre et tous les jours
j’en enlève les mauvaises herbes et y retourne la terre à cultiver
en attendant que ma mort y germe
(dans L’anthologie de la petite ville de Băile Govora )

## Appréciations critiques
- Traian T. Coșovei a souligné [6] le rituel qui se déroule au cours du périple citadin des personnages de Valentin Dolfi en insistant sur l'aspect fictionnel au bout du compte de ces états d'esprit revendiquée comme étant autobiographiques :

Je dis vigueur car Valentin Dolfi écrit et se décrit avec une volupté rare. Il écrit avec plaisir, d’où un discours d’une impeccable cursivité lyrique qui alterne toutes les nuances, tous les sons de sa génération.
Mais la voix poétique de Valentin Dolfi demeure unique, le registre de l’expressivité poétique conservant une empreinte stylistique unique. Dès ses débuts j’ai remarqué la présence d’une véritable individualisation ; la personnalité de cette poésie, la voici : autobiographie, esprit fin d’observation empirique, ironie, auto-ironie, sentiments convertis en hiéroglyphiques métaphores qui se faisaient déjà l’écho d’une présence poétique remarquable. […] Valentin Dolfi écrit des poèmes sur la solitude, autrement dit sur soi. Son livre est le journal de bord d’un navigateur en solitaire. […] Cette syntaxe concassée, invoquant l’incohérence truquée des enseignes lumineuses, atteste d’un autre poète Valentin Dolfi, qui, rompant avec ses débuts, demeure cependant le même poète authentique, profond jusqu’à l’inquiétude, élégiaque et cérébral, pensif et... Poète !
- Ioan Es. Pop (ro), insiste quant à lui sur l'aspect poétique des ce qui advient au quotidien :

La génération ’90 se doit de récupérer un poète qu'elle n'est pas en mesure d'assumer tout simplement par ignorance. Valentin Dolfi vit dans la solitude presque monacale d'une petite ville de province où seule la poésie est encore capable de transformer les menus faits divers quotidiens (les grands n'existant plus) en événements significatifs, cruciaux même. Dans cette optique le vaincu Dolfi est en réalité le seul gagnant de là-bas.

## Traductions en langues étrangères
- Ma poésie comme biographie (Fotografii de familie), traduit du roumain par Gabrielle Danoux, France, 2017
- Photos de famille, Fotografii de familie, édition bilingue, traduit du roumain par Gabrielle Danoux, France, 2017

## Prix littéraires
- Le premier prix des éditions Cartea Românească (1999)
- Le prix de lancement de la revue Tomis, Constanța (1999)
- Prix d'excellence dans le domaine de la littérature décerné par le "Forum Culturel de Râmnic", pour le volume de poèmes, Lumea de ipsos [Le monde de plâtre] (2005)